# San Lorenzo Axocomanitla (kommun)
San Lorenzo Axocomanitla är en kommun i Mexiko.   Den ligger i delstaten Tlaxcala, i den sydöstra delen av landet, 90 km öster om huvudstaden Mexico City. Antalet invånare är 5 045. Arean är 4,3 kvadratkilometer.
Terrängen i San Lorenzo Axocomanitla är en högslätt.
Följande samhällen finns i San Lorenzo Axocomanitla:
- San Lorenzo Axocomanitla